# Ратманський Олексій Осипович
Ратманський Олексій Осипович (*27 серпня 1968, Ленінград) — американський хореограф, соліст балету та балетмейстер українського походження. Від 2004 до 2009 художній керівник балету Большого театру. З 2009 — хореограф Американського театру балету.

## Біографія
Народився в Ленінграді у родині Осипа Єгудовича Ратманського, винахідника, співробітника Аерокосмічного інституту при Національному авіаційному університеті. Мати — Валентина Василівна Ратманська — лікарка-психіатр. Дитинство Олексія Ратманського пройшло в Києві.
В 1978—1986 рр. навчався в Московському хореографічному училищі, в 1988—1992 рр. у Російському університеті театрального мистецтва. В 1986—1992 та 1995—1997 рр. був провідним танцівником Національного оперного театру України ім. Т. Г. Шевченка.
В 1992—1995 був провідним солістом Вінніпегського королівського балету. В 1997—2003 роках працював в Данському королівському балеті. В 2004—2009 рр. — художній керівник балетної групи Большого театру.
Від 2009 року хореограф Американського театру балету.

## Нагороди
- 1988 — перше місце у Всеукраїнському конкурсі артистів балету
- 1992 — золота медаль та премія Ніжинського Незалежного конкурсу балетних танцівників ім. Дягилева
- 1993 — Заслужений артист України
- 1994 — друга премія Міжнародного конкурсу артистів балету ім. Лифаря в Києві
- 1995 — Київська пектораль
- 1997 — Київська пектораль
- 1999 — Золота маска за балет «Мрії Японії»
- 2002 — кавалер Ордену данського прапору
- 2004 — Золота маска за балет «Le Clair Ruisseau»
- 2005 — Prix Benois de la Danse за хореографію «Анни Карєніної» поставленої Королівським данським балетом
- 2006 — Премія ім. Шостаковича
- 2006 — премія Британського кола критиків
- 2007 — Золота маска за хореографію балету Jeu de cartes Стравінського для Большого
- 2012 — Бессі
- 2013 — Стипендія МакАртура
- 2014 — Золотий Софіт
- 2014 — Prix Benois de la Danse
- 2015 — Бессі
- 2015 — Премія Зелена Кімната
- 2015 — Премія Айседора Дункан